# 不確定性原理
不確定性原理（、独: Unschärferelation、英: Uncertainty principle）は、量子力学に従う系の物理量{\displaystyle {\hat {A}}}を観測したときの不確定性と、同じ系で別の物理量{\displaystyle {\hat {B}}}を観測したときの不確定性が適切な条件下では同時に0になる事はないとする一連の定理の総称である。特に重要なのは{\displaystyle {\hat {A}}}、{\displaystyle {\hat {B}}}がそれぞれ位置と運動量のときであり、狭義にはこの場合のものを不確定性原理という。
このような限界が存在するはずだという元々の発見的議論がハイゼンベルクによって与えられたため、これはハイゼンベルクの原理という名前が付けられることもある。しかし後述するようにハイゼンベルク自身による不確定性原理の物理的説明は、今日の量子力学の知識からは正しいものではない。
今日の量子力学において、不確定性原理でいう観測は日常語のそれとは意味が異なる用語であり、測定装置のような古典的物体と量子系との間の任意の相互作用を意味する。したがって例えば、実験者が測定装置に表示された値を実際に見たかどうかといった事とは無関係に定義される。また不確定性とは、物理量を観測した時に得られる測定値の標準偏差を表す。
不確定性原理が顕在化する現象の例としては、原子（格子）の零点振動（このためヘリウムは、常圧下では絶対零度まで冷却しても固化しない）、その他量子的なゆらぎ（例：遍歴電子系におけるスピン揺らぎ）などが挙げられる。

## 観察者効果との混同
歴史的に、不確定性原理は観察者効果と呼ばれる物理学におけるいくらか似た効果と混同されてきた。観察者効果とは、系を測定する行為それ自身が系に影響を与えてしまうというものである。
量子力学が成立するミクロな世界が測定による観測者効果で「揺動」してしまうという説明は、ハイゼンベルク自身が当初不確定性原理に対して与えたものであり、今日において繰り返し出てくるものの、根本的に誤解を招くおそれのあることが現在は知られている。
「不確定性原理は実際には量子系の基本的特性を述べており、現代のテクノロジーにおける測定精度の到達点について述べたものではない」。不確定性原理は全ての波のような系にもともと備わっている特性であること、不確定性は単純に全ての量子物体の物質波の性質によって現われることが今日の量子力学ではわかっている。
測定器の誤差と測定による反作用との不確定性とは区別して考えなければならない。量子論での時間発展や測定についての基本的要請をすべて使って展開できる量子測定理論を用いて、ハイゼンベルクの考察した「測定精度と反作用に関する不確定性原理」ははじめて導けるが、その結果得られる不等式の下限はケースバイケースで変わることが判っている。後述する小澤の不等式などがその１つである。

## 不確定性原理の概要
不確定性原理で特に重要になるのは、物理量{\displaystyle {\hat {A}}}と物理量{\displaystyle {\hat {B}}}がそれぞれ(j軸方向の)位置{\displaystyle {\hat {Q}}_{j}}と運動量{\displaystyle {\hat {P}}_{j}}である場合である。系が状態ψにあるときのこれらの不確定性をそれぞれ{\displaystyle \Delta _{\psi }{\hat {Q}}_{j}}、{\displaystyle \Delta _{\psi }{\hat {P}}_{j}}とするとき、以下が成立する：
{\displaystyle \Delta _{\psi }{\hat {Q}}_{j}\Delta _{\psi }{\hat {P}}_{j}\geq {\frac {\hbar }{2}}~~}
ここで{\displaystyle \hbar }は換算プランク定数である。なお本項ではH13に従い、不確定性を{\displaystyle \Delta _{\psi }{\hat {Q}}_{j}}と表記したが、多くの物理の教科書では系の状態ψを省略し{\displaystyle \Delta {\hat {Q}}_{j}}と表記する。
上式右辺は0より真に大きいので、位置の不確定性{\displaystyle \Delta _{\psi }{\hat {Q}}_{j}}が0に近い値であれば{\displaystyle \Delta _{\psi }{\hat {P}}_{j}}は極端に大きくなり、逆に{\displaystyle \Delta _{\psi }{\hat {P}}_{j}}が0に近い値であれば{\displaystyle \Delta _{\psi }{\hat {Q}}_{j}}は極端に大きくなる。両方共0に近い値にする事はできない。
一般の物理量{\displaystyle {\hat {A}}}、{\displaystyle {\hat {B}}}に対する不確定性原理として、以下のロバートソンの不等式がある：
{\displaystyle (\Delta _{\psi }{\hat {A}})^{2}(\Delta _{\psi }{\hat {B}})^{2}\geq {\frac {1}{4}}\left|\langle [{\hat {A}},{\hat {B}}]\rangle _{\psi }\right|^{2}}
ここで{\displaystyle [{\hat {A}},{\hat {B}}]}は{\displaystyle {\hat {A}}}と{\displaystyle {\hat {B}}}の交換子
{\displaystyle [{\hat {A}},{\hat {B}}]={\hat {A}}{\hat {B}}-{\hat {B}}{\hat {A}}}
であり、{\displaystyle \langle [{\hat {A}},{\hat {B}}]\rangle _{\psi }}は系の状態がψであるときに{\displaystyle [{\hat {A}},{\hat {B}}]}を観測したときの観測値の期待値である。
これまでψについて詳しく書いてこなかったが、実はψが適切な定義域に属している場合にしか不確定性原理は成り立たず、そうでない場合には反例がある事が知られているので注意が必要である。そこで次節でこの点を考慮して不確定性原理を厳密に定式化する。

## 厳密な定式化

### 予備知識
不確定性原理を定式化する為の予備知識を説明する。量子力学において（純粋）量子状態は状態空間{\displaystyle {\mathcal {H}}}という複素内積ベクトル空間（ヒルベルト空間）における長さ1のベクトル（状態ベクトル）として記述され、物理量（オブザーバブルと呼ぶ）は{\displaystyle {\mathcal {H}}}上の自己共役作用素として定式化される。
粒子がn個ある系の場合{\displaystyle {\mathcal {H}}}は、3n次元空間{\displaystyle \mathbf {R} ^{3n}=\{(x_{1},\ldots ,x_{3n})\}}上の複素数値の自乗可積分函数全体の空間と同一視でき、このようにみなした場合、状態ベクトルのことを波動関数と呼ぶ。
定義 ― 
{\displaystyle x_{j}}軸方向の位置作用素{\displaystyle {\hat {Q}}_{j}}と運動量作用素{\displaystyle {\hat {P}}_{j}}はそれぞれ
{\displaystyle {\begin{aligned}{\hat {Q}}_{j}\psi (x)&=x_{j}\psi (x)\\{\hat {P}}_{j}\psi (x)&=-i\hbar {\frac {\partial }{\partial x_{j}}}\psi (x)\end{aligned}}}
により定義される。
ここで{\displaystyle \hbar }は換算プランク定数である。

### オブザーバブルの定義域
不確定性原理を定式化する準備として、オブザーバブルの定義域に関して述べる。後でみるように、不確定性原理を厳密に定式化する際、オブザーバブルの定義域に関して細心の注意を払わないと、反例がつくれてしまうからである。
まず運動量作用素と位置作用素の定義域に関して調べる。定義から分かるように、運動量作用素は波動関数が微分可能な場合しか定義できないが、自乗可積分関数の中には微分可能でないものもあるので、運動量作用素は状態空間{\displaystyle {\mathcal {H}}}の全域では定義できず、{\displaystyle {\mathcal {H}}}の部分空間でのみ定義された作用素である。
また位置作用素に関しても、{\displaystyle {\hat {Q}}_{j}\psi (x)=x_{j}\psi (x)}が常に自乗可積分関数になるわけではないので、{\displaystyle {\hat {Q}}_{j}\psi (x)=x_{j}\psi (x)}が自乗可積分関数になるような{\displaystyle \psi (x)}に対してしか位置作用素を定義できない（そうしないと{\displaystyle {\hat {Q}}_{j}}の値域が{\displaystyle {\mathcal {H}}}からはみ出してしまうので、{\displaystyle {\hat {Q}}_{j}}が{\displaystyle {\mathcal {H}}}上の自己共役作用素にならない）。
こうした事情から量子力学では、オブザーバブル{\displaystyle {\hat {A}}}が{\displaystyle {\mathcal {H}}}の部分空間でのみでしか定義されていないケースをも許容し、代わりに定義域{\displaystyle \mathrm {Dom} ({\hat {A}})\subset {\mathcal {H}}}が{\displaystyle {\mathcal {H}}}で稠密になる事を要請する。

### 交換子の定義域
オブザーバブル{\displaystyle {\hat {A}}}が{\displaystyle {\mathcal {H}}}の部分空間でのみでしか定義されない事を許容した事が原因で、2つのオブザーバブル{\displaystyle {\hat {A}}}、{\displaystyle {\hat {B}}}の交換子
{\displaystyle [{\hat {A}},{\hat {B}}]\psi :={\hat {A}}{\hat {B}}\psi -{\hat {B}}{\hat {A}}\psi }
も常に定義できるとは限らない。実際、積{\displaystyle {\hat {A}}{\hat {B}}\psi }は
{\displaystyle \psi \in \mathrm {Dom} ({\hat {B}})} かつ {\displaystyle {\hat {B}}\psi \in \mathrm {Dom} ({\hat {A}})}
のときしか意味を持たないし、{\displaystyle {\hat {B}}{\hat {A}}\psi }にも同様の制約が課せられる。結局{\displaystyle [{\hat {A}},{\hat {B}}]\psi :={\hat {A}}{\hat {B}}\psi -{\hat {B}}{\hat {A}}\psi }が意味を持つのは、
{\displaystyle \psi \in \mathrm {Dom} ({\hat {A}})\cap \mathrm {Dom} ({\hat {B}})}、{\displaystyle {\hat {B}}\psi \in \mathrm {Dom} ({\hat {A}})}、{\displaystyle {\hat {A}}\psi \in \mathrm {Dom} ({\hat {B}})}
が全て成り立つときのみである。

### 不確定性の定義
状態空間{\displaystyle {\mathcal {H}}}上２つの元ψ、χに対し、ψとχの内積を{\displaystyle \langle \psi ,\chi \rangle }と書き表し、ノルムを
{\displaystyle \|\psi \|:={\sqrt {\langle \psi ,\psi \rangle }}}
とする。
定義 ― 
オブザーバブル{\displaystyle {\hat {A}}}と状態ベクトル{\displaystyle \psi \in \mathrm {Dom} ({\hat {A}})}に対し、
{\displaystyle \langle {\hat {A}}\rangle _{\psi }:=\langle \psi ,{\hat {A}}\psi \rangle }
と定義しH13(p53)、さらに{\displaystyle {\hat {A}}}の{\displaystyle \psi \in \mathrm {Dom} ({\hat {A}})}に対する不確定性を
{\displaystyle \Delta _{\psi }{\hat {A}}:=\|({\hat {A}}-\langle {\hat {A}}\rangle _{\psi }I)\psi \|}
により定義するH13(p241)。
ここでIは単位行列である。{\displaystyle \langle {\hat {A}}\rangle _{\psi }}と{\displaystyle \Delta _{\psi }{\hat {A}}}は物理的にはそれぞれ、状態{\displaystyle \psi }にある系で{\displaystyle {\hat {A}}}を観測した時に得られる観測値の平均値と標準偏差である。

### ロバートソンの不等式
定理 (ロバートソンの不等式) ― 
{\displaystyle {\hat {A}}}、{\displaystyle {\hat {B}}}を状態空間{\displaystyle {\mathcal {H}}}上のオブザーバブルとし、{\displaystyle \psi \in {\mathcal {H}}}が
{\displaystyle \psi \in \mathrm {Dom} ({\hat {A}})\cap \mathrm {Dom} ({\hat {B}})}、{\displaystyle {\hat {B}}\psi \in \mathrm {Dom} ({\hat {A}})}、{\displaystyle {\hat {A}}\psi \in \mathrm {Dom} ({\hat {B}})}
を満たしているとする。このとき、{\displaystyle [{\hat {A}},{\hat {B}}]\psi :={\hat {A}}{\hat {B}}\psi -{\hat {B}}{\hat {A}}\psi }が定義可能であり、以下の不等式（ロバートソンの不等式）が成立するH13(p241,242)：
{\displaystyle (\Delta _{\psi }{\hat {A}})^{2}(\Delta _{\psi }{\hat {B}})^{2}\geq {\frac {1}{4}}\left|\langle [{\hat {A}},{\hat {B}}]\rangle _{\psi }\right|^{2}}

### L2(Rd)における位置と運動量に関する不確定性原理
d次元空間Rd上の自乗可積分関数全体の空間{\displaystyle L^{2}(\mathbf {R} ^{d})}におけるj番目の位置作用素と運動量作用素
{\displaystyle {\begin{aligned}{\hat {Q}}_{j}\psi (x)&=x_{j}\psi (x)\\{\hat {P}}_{j}\psi (x)&=-i\hbar {\frac {\partial }{\partial x_{j}}}\psi (x)\end{aligned}}}
に関しては、ψの定義域に関する条件を弱めることができる事が知られている。
定理 ― 
状態空間が{\displaystyle {\mathcal {H}}=L^{2}(\mathbf {R} ^{d})}であるとき、
{\displaystyle \psi \in \mathrm {Dom} ({\hat {Q}}_{j})\cap \mathrm {Dom} ({\hat {P}}_{j})}
であれば、以下が成立するH13(p246,248)：
{\displaystyle (\Delta _{\psi }{\hat {Q}}_{j})^{2}(\Delta _{\psi }{\hat {P}}_{j})^{2}\geq {\frac {\hbar }{2}}}
なお、
{\displaystyle \mathrm {Dom} ({\hat {Q}}_{j})={\Bigg \{}\psi \in L^{2}(\mathbf {R} ^{d}){\Bigg |}\int _{\mathbf {R} ^{d}}x_{j}{}^{2}\psi (x){}^{2}\mathrm {d} x<\infty {\Bigg \}}}
{\displaystyle \mathrm {Dom} ({\hat {P}}_{j})=\{\psi \in L^{2}(\mathbf {R} ^{d})\mid \psi (x)}の偏微分{\displaystyle {\partial \psi  \over \partial x_{j}}(x)}が定義可能{\displaystyle \}}
である。ここで「偏微分可能」は通常の意味の偏微分が可能である事を含むのはもちろん、弱微分の意味での偏微分が可能であるものも許容する。
証明は引用文献H13のp246~248を参照されたい。

## 反例
1次元空間{\displaystyle \mathbf {R} }上の自乗可積分関数に対する通常の位置作用素{\displaystyle {\hat {Q}}}、運動量作用素{\displaystyle {\hat {P}}}と区別するため、[−1, 1]上の自乗可積分関数に対する位置作用素と運動量作用素をそれぞれ{\displaystyle {\hat {Q}}'}、{\displaystyle {\hat {P}}'}と書くことにする。すなわち
{\displaystyle {\begin{aligned}{\hat {Q}}'\psi (x)&=x_{j}\psi (x)\\{\hat {P}}'\psi (x)&=-i\hbar {\frac {\mathrm {d} }{\mathrm {d} x}}\psi (x)\end{aligned}}}
である事は通常の{\displaystyle {\hat {Q}}}、{\displaystyle {\hat {P}}}と変わらないが、{\displaystyle {\hat {Q}}}、{\displaystyle {\hat {P}}}の場合と違い、ψはR全体で定義された関数ではなく、区間[−1, 1]でのみ定義された関数である。このとき次が成立する：
定理 ― 　
{\displaystyle \psi _{0}(x):={1 \over {\sqrt {2}}}\mathrm {exp} (i\pi x)}
とすると、
{\displaystyle \Delta _{\psi _{0}}{\hat {P}}'\Delta _{\psi _{0}}{\hat {Q}}'=0}
一方、以下も示すことができる：
定理 ― 
ψが可微分であれば、
{\displaystyle [{\hat {Q}}',{\hat {P}}']\psi =-i\hbar \psi }
よって不確定性原理が成り立っていない。
なおこの反例は引用文献H13p245~246によった。

### どの条件に反するか
上記の作用素が不確定性原理を満たさないのは、ロバートソンの不等式が成立するための定義域に関する条件を満たしていないからである。
このことを見るため、まず{\displaystyle {\hat {P}}'}の定義域を見る。（詳細は略すが、{\displaystyle {\hat {Q}}'}の定義域は通常通り{\displaystyle \mathrm {Dom} ({\hat {Q}}')=L^{2}([-1,1])}としてよい）。

#### P^′{\displaystyle {\hat {P}}'}の定義域
{\displaystyle {\hat {P}}'}がオブザーバブルであるには対称性
{\displaystyle \langle \psi ,{\hat {P}}'\chi \rangle =\langle {\hat {P}}'\psi ,\chi \rangle }
を満たす必要があった。
ψ、χが周期性{\displaystyle \psi (-1)=\psi (1)}、{\displaystyle \chi (-1)=\chi (1)}を満たせば{\displaystyle {\hat {P}}'}が対称性を満たす事を容易に示せる。
よって
{\displaystyle \mathrm {Dom} ({\hat {P}}')=\{\psi \mid \psi (-1)=\psi (1)}を満たす[−1, 1]区間上の可微分関数{\displaystyle \}}
としてよい。（なお、{\displaystyle {\hat {P}}'}の自己共役性を示すには、「可微分」を弱微分の意味に解釈する必要があるが、本項の範囲を超えるので詳細は省略する）。

#### ロバートソンの不等式の条件を満たさない事
ロバートソンの不等式が成り立つためには、
{\displaystyle {\hat {Q}}\psi \in \mathrm {Dom} ({\hat {P}}')}、
でなければならなかった。しかし上述したψ0は
{\displaystyle {\hat {Q}}\psi _{0}(x)={x \over {\sqrt {2}}}\mathrm {exp} (i\pi x)}
は
{\displaystyle {\hat {Q}}\psi _{0}(-1)=1\neq -1={\hat {Q}}\psi _{0}(1)}
であるので、{\displaystyle \mathrm {Dom} ({\hat {P}}')}の周期性の条件を満たさない。よって
{\displaystyle {\hat {Q}}\psi _{0}\notin \mathrm {Dom} ({\hat {P}}')}
であり、ロバートソンの不等式の条件が満たされない。

## 小澤の関係式
小澤正直は、（当初のハイゼンベルクの思考実験では混同されており、ボーアが指摘している）測定限界や測定することによる対象の擾乱や測定誤差と、量子自体の性質（不確定性関係）による量子ゆらぎを厳密に区別した式（小澤の不等式）を提案した。式の形は、ハイゼンベルクの式に補正項を付け加えた形になる。さらに、その式に従えば（従来のハイゼンベルクの式に従って信じられていた）「ハイゼンベルクの不確定性原理による測定の限界」を超えて、量子に対する精度の良い測定が可能であると、2003年1月に発表した（この結果につながった論争は、1980年代に、重力波検出装置の可能性と限界を巡って始まったものである）。オブサーバブル {\displaystyle {\mathcal {O}}} の測定の誤差（すなわち精度）を {\displaystyle \epsilon _{\mathcal {O}}}、測定過程による擾乱を {\displaystyle \eta _{\mathcal {O}}}、量子ゆらぎを {\displaystyle \sigma _{\mathcal {O}}} とすると以下の不等式が成り立つ。
{\displaystyle \epsilon _{A}\eta _{B}+\epsilon _{A}\sigma _{B}+\sigma _{A}\eta _{B}\geq \left|{\frac {1}{2}}\langle [{\hat {A}},{\hat {B}}]\rangle \right|}
位置と運動量の測定の関係を小澤の不等式に当てはめると、
{\displaystyle \epsilon _{Q}\eta _{P}+\epsilon _{Q}\sigma _{P}+\sigma _{Q}\eta _{P}\geq {\frac {\hbar }{2}}}
となる。この改良された不等式から見ると、1927年に発表されたハイゼンベルクの不確定性原理は上式の第1項についてのみ述べていたということになる。
小澤の不等式が示す測定誤差（左辺の第1項）の下限は、ハイゼンベルクの不等式が示していた測定誤差下限よりも第2項、第3項の分だけ小さい。このことは、ハイゼンベルクの不等式が示した限界よりも精度の良い測定ができる可能性を示唆しており、実際にそのような小澤の不等式を実証する実験結果が2012年に発表された。この実験では原子炉から出る中性子のスピン角度を2台の装置によってはかり、ハイゼンベルクの不等式の限界を超えて精度よく測定することに成功したと発表された。
また位置のゆらぎが十分に大きければ、位置を正確に測定したときの運動量の擾乱を限りなく小さくすることが原理的には可能である。
2つの物理量を同時に測定するときの小澤の不等式は
{\displaystyle \epsilon _{A}\epsilon _{B}+\epsilon _{A}\sigma _{B}+\sigma _{A}\epsilon _{B}\geq \left|{\frac {1}{2}}\langle [{\hat {A}},{\hat {B}}]\rangle \right|}
位置と運動量を同時測定する場合は
{\displaystyle \epsilon _{Q}\epsilon _{P}+\epsilon _{Q}\sigma _{P}+\sigma _{Q}\epsilon _{P}\geq {\frac {\hbar }{2}}}
これより位置のゆらぎが十分に大きければ、位置と運動量を同時に正確に測定することが原理的には可能である（2粒子のEPR状態がその例）。

## 時間とエネルギーの不確定性関係
時間とエネルギーに関しては、観測量の分散に対するロバートソン不等式を論じることは一般にできない。それはエネルギー固有値が連続でかつ上限および下限を持たない量子系でなければ、ハミルトニアン  に正準共役な時間演算子  は定義できないためである。もし考えている量子系においてエルミートな  が存在して
{\displaystyle [{\hat {H}},{\hat {T}}]=i\hbar }
を満たすならば、任意の実数 k に対して
{\displaystyle {\hat {U}}(k)=\exp(-ik{\hat {T}}/\hbar )}
というユニタリ変換が存在する。これをあるエネルギー固有値 E に対応する固有状態 |E⟩ に作用させると、得られる状態は
{\displaystyle {\hat {H}}{\hat {U}}(k)|E\rangle =(E+k){\hat {U}}(k)|E\rangle }
という関係を満たすため、エネルギー固有値が E + k のエネルギー固有状態を得たことになる。しかし k は負の無限大から正の無限大の間の任意の実数値をとれるため、エネルギー固有値も連続的となり下限も上限もなくなる。安定した基底状態をもつ量子系ではエネルギー固有値は下限をもつため、エルミートな時間演算子は存在しないことが証明される。従って安定な基底状態をもつ通常の量子系では、時間とエネルギーに関するロバートソン不等式は意味を持たない。同様に、時間とエネルギーに関しては小澤の不等式も意味を持たない。
なお未知の時間パラメータ{\displaystyle t}に依存する量子状態 |ψ(t)⟩ を量子測定して、その測定結果から t の値を推定する場合には、その推定誤差 δt とハミルトニアンの標準偏差との間に不等式 {\displaystyle \delta t{\sqrt {\langle (\Delta {\hat {H}})^{2}\rangle }}\geq \hbar /2} が成立することは知られている。しかしこれはロバートソン不等式や小澤の不等式ではなく、量子推定理論のクラメール・ラオ不等式からの帰結である。
ハミルトニアン  によって時間発展した状態が初期状態に比べて有意に変化するには、{\displaystyle t\sim \hbar /{\sqrt {\langle (\Delta {\hat {H}})^{2}\rangle }}}以上の経過時間が必要である。この関係を時間とエネルギーの不確定性関係の一種とみなす場合もある。しかしエネルギーの標準偏差{\displaystyle {\sqrt {\langle (\Delta {\hat {H}})^{2}\rangle }}}と、状態差が生まれるための経過時間 t との積の下限は ħ / 2 という普遍的な値を持たず、使用する状態差の指標等の詳細に依存する。
一方、エネルギーの測定誤差とエネルギーの測定にかかる時間との間には原理的な不確定性関係は存在しない。1930年のソルヴェイ会議でのアインシュタインとの不確定性原理の論争において、ボーアが測定時間とエネルギーの誤差の不確定性関係を破る光子箱の思考実験を論破したと言われているが、この時のボーアの議論は正確ではない。例えば重力場を電場に、光子を電子に置き換えることによって、光子箱と同様のエネルギー測定の思考実験が作れる。しかしこの場合は一般相対性理論を必要とせず、重力ポテンシャルと時間の遅れの関係式も不必要となるため、ボーアが考えた測定時間とエネルギーの測定誤差の不確定性関係は成立しないことが示される。他の物理量と同様に、エネルギーは任意の時刻で正確に測定できる。例えば一定外部磁場 B 中のスピン S が持つエネルギー H ∝ B·S の精密測定は、スピンの磁場方向成分の精密測定で実現できる。スピンの特定方向成分の理想測定はその測定時間に原理的制約を持たないため、いくらでも短い測定時間の間に磁場方向のスピンの精密測定はできる。従ってそのエネルギーも測定時間に関係なく精密測定ができる。
時間とエネルギーの不確定性関係のために短時間ではエネルギー保存則が破れるという説も流布しているが、それに根拠はない。フェルミの黄金律等の摂動論において議論されている有限時間でのエネルギー保存則の破れは、相互作用項を無視した自由ハミルトニアン o のみに対する議論にすぎない。相互作用があると o は時間的に保存しないが、相互作用項    まで取り入れた全ハミルトニアン o +  自体は任意の時刻で保存しており、エネルギー保存則は量子力学でも破れることはない。場の量子論では、エネルギー運動量テンソル演算子 μν を用いて
{\displaystyle \partial _{\mu }{\hat {T}}^{\mu 0}=0}
という局所的表現でエネルギー保存則は与えられる。他の量子系と同様に、短時間でもエネルギー保存則が破れることはない。ファインマンダイアグラムを用いた摂動論において、仮想粒子が実粒子の間を媒介して力を伝達する事象をエネルギー保存則の破れで簡易に説明する場合があるが、厳密に言うとその破れは相互作用項を無視した自由ハミルトニアンの保存則の破れを指す。場の量子論においても相互作用項まで取り入れたエネルギー保存則は破れることはない。

## 歴史
1927年にヴェルナー・ハイゼンベルクは、ある粒子の位置をより正確に決定する程、その運動量を正確に知ることができなくなり、逆もまた同様である、と述べた。（小澤正直によれば、「ハイゼンベルクは、標準偏差の関係(3)と誤差の関係(1)を混同していたのではなく、測定直後の状態が関係(3)をみたすことから、誤差の関係(1)が帰結すると主張したのであるが、その推論は不十分であった」）
位置の標準偏差 σx と運動量の標準偏差 σp を結び付ける不等式は1927年にアール・ヘッセ・ケナードによって、1928年にヘルマン・ワイルによって導出された。

## 引用
1. ↑  Quantum Mechanics Non-Relativistic Theory, Third Edition: Volume 3. Landau, Lifshitz
2. ↑  Furuta, Aya (2012), “One Thing Is Certain: Heisenberg's Uncertainty Principle Is Not Dead”, Scientific American
3. 1 2 3 4  Ozawa, Masanao (2003), “Universally valid reformulation of the Heisenberg uncertainty principle on noise and disturbance in measurement”, Physical Review A 67 (4), arXiv:quant-ph/0207121, Bibcode: 2003PhRvA..67d2105O, doi:10.1103/PhysRevA.67.042105
4. ↑  Werner Heisenberg, The Physical Principles of the Quantum Theory, p. 20
5. 1 2  Rozema, Lee A.; Darabi, Ardavan; Mahler, Dylan H.; Hayat, Alex; Soudagar, Yasaman; Steinberg, Aephraim M. (2012). “Violation of Heisenberg’s Measurement-Disturbance Relationship by Weak Measurements”. Physical Review Letters 109 (10). doi:10.1103/PhysRevLett.109.100404. ISSN 0031-9007.
6. ↑  Scientists Cast Doubt On Heisenberg's Uncertainty Principle Science Daily 7 September 2012
7. ↑  youtube.com website Indian Institute of Technology Madras, Professor V. Balakrishnan, Lecture 1 – Introduction to Quantum Physics; Heisenberg's uncertainty principle, National Programme of Technology Enhanced Learning
8. ↑  清水明『量子論の基礎―その本質のやさしい理解のために―』（新版）サイエンス社〈新物理学ライブラリ 別巻2〉、2003年4月、pp.85 f頁。ISBN 4-7819-1062-9。
9. ↑  Erhart, Jacqueline; Stephan Sponar, Georg Sulyok, Gerald Badurek, Masanao Ozawa, Yuji Hasegawa (2012), “Experimental demonstration of a universally valid error-disturbance uncertainty relation in spin-measurements”, Nature Physics 8 (3):  185–189, arXiv:1201.1833, Bibcode: 2012NatPh...8..185E, doi:10.1038/nphys2194
10. ↑  “物理の根幹、新たな数式　名大教授の予測を実証”. asahi.com. (2012年1月16日).  オリジナルの2012年1月18日時点におけるアーカイブ。
11. ↑  小澤正直「不確定性原理の新しい姿」『科学』2012年7月号、岩波書店
12. ↑  清水明「新版 量子論の基礎」（サイエンス社）
13. ↑  H. J. Treder,"The Einstein-Bohr Box  Experiment" published in Perspective in Quantum Theory, Yourgrau and van der Mehwe (eds), MIT press (1970) pp. 17–24.
14. ↑  Heisenberg, W. (1927), “Über den anschaulichen Inhalt der quantentheoretischen Kinematik und Mechanik”, Zeitschrift für Physik 43 (3–4):  172–198, Bibcode: 1927ZPhy...43..172H, doi:10.1007/BF01397280.. Annotated pre-publication proof sheet of Über den anschaulichen Inhalt der quantentheoretischen Kinematik und Mechanik, March 23, 1927.
15. ↑   数理科学2012年9月号. サイエンス社. (2012年9月)
16. ↑  Kennard, E. H. (1927), “Zur Quantenmechanik einfacher Bewegungstypen”, Zeitschrift für Physik 44 (4–5):  326, Bibcode: 1927ZPhy...44..326K, doi:10.1007/BF01391200.
17. ↑  Weyl, H. (1928), Gruppentheorie und Quantenmechanik, Leipzig: Hirzel

## 文献

### 引用文献
- [H13] Brian C.Hall (2013-07-01). Quantum Theory for Mathematicians. Graduate Texts in Mathematics 267. Springer

### その他関連書籍
- 石井茂『ハイゼンベルクの顕微鏡　不確定性原理は超えられるか』日経BP社、2006年1月。ISBN 4-8222-8233-3。

- 鈴木坦『不確定性原理　現代物理学の言葉』富書店〈京大理学普及講座 4〉、1948年。

- 立澤一哉 著「思いがけぬ活用法不確定性原理とその応用」、数学書房編集部 編『この定理が美しい』数学書房、2009年6月。ISBN 978-4-903342-10-8。

- 都筑卓司『不確定性原理　運命への挑戦』講談社〈ブルーバックス B-155〉、1970年5月。ISBN 4-06-117755-9。

- - 都筑卓司『不確定性原理　運命への挑戦』（新装版）講談社〈ブルーバックス B-1385〉、2002年9月。ISBN 4-06-257385-7。

- 並木美喜雄『不確定性原理　量子力学を語る』共立出版〈物理学one point 18〉、1982年5月。ISBN 4-320-03172-5。オリジナルの2006年8月13日時点におけるアーカイブ。

- ハーバート, ニック『量子と実在　不確定性原理からベルの定理へ』はやしはじめ訳、白揚社、1990年11月。ISBN 4-8269-0045-7。オリジナルの2016年3月4日時点におけるアーカイブ。

- ハイゼンベルク, ヴェルナー 著「不確定性原理」、J・R・ニューマンほか 編『自然のなかの数学』林雄一郎訳編、東京図書〈科学技術選書〉、1970年。

- 原康夫『量子の不思議　不確定性原理の世界』中央公論社〈中公新書〉、1985年1月。ISBN 4-12-100751-4。

- 古澤明『量子もつれとは何か　「不確定性原理」と複数の量子を扱う量子力学』講談社〈ブルーバックス B-1715〉、2011年2月。ISBN 978-4-06-257715-1。

- 宮下精二『量子スピン系　不確定性原理と秩序』岩波書店〈岩波講座 物理の世界 物質科学の展開 7〉、2006年10月。ISBN 4-00-011130-2。オリジナルの2009年5月25日時点におけるアーカイブ。

- 伏見康治『確率論及統計論』河出書房、1942年。ISBN 9784874720127。